# 茨城県交通安全協会
一般財団法人茨城県交通安全協会（いばらきけんこうつうあんぜんきょうかい）は、茨城県内の地区交通安全協会を統括する交通安全協会。元茨城県知事所管の財団法人。

## 概要
茨城県内の地区交通安全協会を統括する交通安全協会で、茨城県内での季節単位で開催する交通安全運動をはじめ、自動車・自動二輪車の運転免許更新の伝達・更新事務、申請書や収入証紙の委託販売業務、自転車などに貼る反射シールや車輪のスポークに貼る反射材などの交通安全グッズの頒布、交通安全功労者の表彰及び国や全国法人への表彰推薦などを事業としている。
また、運転技能向上のために直営の茨城県自動車学校を運営している。

## 下部組織
- 水戸地区交通安全協会
- ひたちなか地区交通安全協会
- 日立地区交通安全協会
- 太田地区交通安全協会
- 高萩地区交通安全協会
- 土浦地区交通安全協会
- つくば中央地区交通安全協会
- つくば北地区交通安全協会
- 石岡地区交通安全協会
- 取手地区交通安全協会
- 龍ケ崎地区交通安全協会
- 稲敷地区交通安全協会
- 鹿嶋地区交通安全協会
- 行方地区交通安全協会
- 鉾田地区交通安全協会
- 常総地区交通安全協会
- 古河地区交通安全協会
- 境地区交通安全協会
- 笠間地区交通安全協会
- 筑西地区交通安全協会
- 結城地区交通安全協会
- 下妻地区交通安全協会
- 桜川地区交通安全協会
- 那珂地区交通安全協会
- 大宮地区交通安全協会
- 大子地区交通安全協会
- 牛久地区交通安全協会